# Campo de Golfe Olímpico

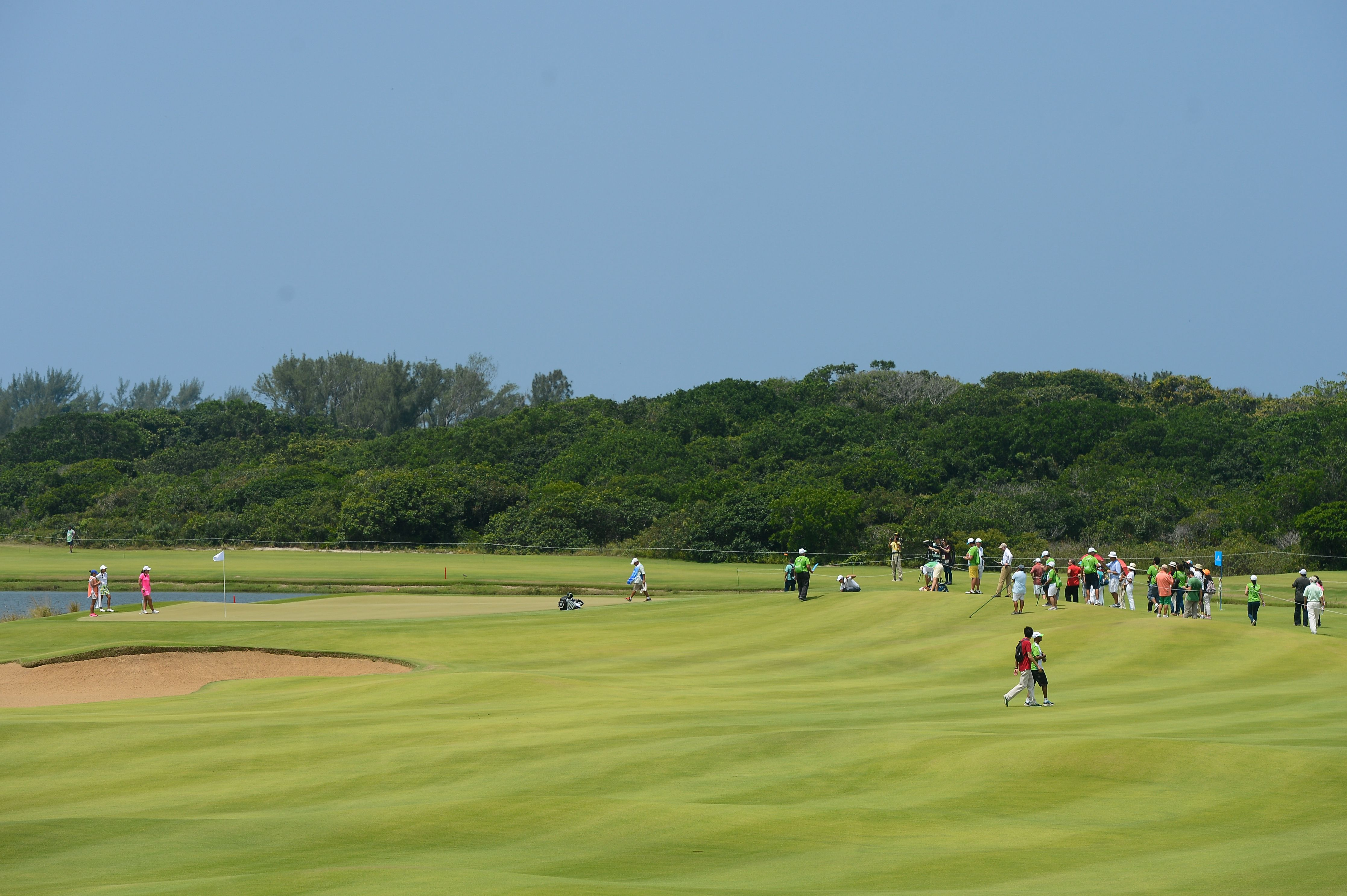
Evento-teste para os Jogos Olímpicos de Verão de 2016, que contou com a participação de nove atletas brasileiros.

O Campo de Golfe Olímpico, também conhecido como Campo Olímpico de Golfe, é um campo de golfe situado no bairro da Barra da Tijuca, na Zona Oeste da cidade do Rio de Janeiro. Localizado na Reserva de Marapendi, o campo é acessível pela Avenida General Moisés Castelo Branco Filho, uma ramificação da Avenida das Américas. Foi uma das instalações dos Jogos Olímpicos de Verão de 2016. Atualmente, o local é administrado pela Confederação Brasileira de Golfe.
O Campo de Golfe Olímpico foi inaugurado no dia 22 de novembro de 2015 pelo prefeito carioca Eduardo Paes. Erguido em uma área de proteção ambiental, o campo tem uma área de 970 mil m², possui capacidade para 15 mil espectadores e é composto por 18 buracos e dois lagos artificiais. O primeiro evento realizado no local foi o Aquece Rio Desafio de Golfe, ocorrido no dia 8 de março de 2016 e que foi um evento-teste para os Jogos Olímpicos de Verão de 2016. A competição, que contou com a participação de nove golfistas brasileiros, foi vencida por Miriam Nagl.
Durante os Jogos Olímpicos de Verão de 2016, o local foi sede dos torneios masculino e feminino de golfe, modalidade que não fazia parte do programa olímpico desde os Jogos Olímpicos de Verão de 1904, realizados em Saint Louis. Os torneios olímpicos, realizados entre os dias 11 e 20 de agosto de 2016, foram vencidos pelo britânico Justin Rose no masculino e pela sul-coreana Inbee Park no feminino.
O projeto do campo de golfe foi feito pelo arquiteto norte-americano Gil Hanse, fundador da empresa Hanse Golf Course Design. Já o projeto arquitetônico do Club House foi escolhido através de um concurso nacional, promovido pelo Comitê Rio 2016 e pelo Instituto de Arquitetos do Brasil (IAB), que foi vencido pelos arquitetos Pedro Évora e Pedro Rivera, sócios do escritório carioca Rua Arquitetos.

## Controvérsias

### Benefícios excessivos
Atualmente, o Ministério Público do Estado do Rio de Janeiro (MPRJ) investiga o ex-prefeito carioca Eduardo Paes por suposta improbidade administrativa em relação às obras do Campo de Golfe Olímpico. O inquérito aberto avalia se o benefício urbanístico concedido à construtora Fiori Empreendimentos, responsável pelas obras do campo, foi excessivo se comparado ao custo da obra, que foi algo entorno de R$ 60 milhões. A investigação foi aberta após representação do movimento "Golfe para quem?".
A construtora Fiori, que construiu o campo de golfe com recursos privados, recebeu como contrapartida do poder público benefícios urbanísticos para futuros prédios situados próximo ao campo. Os benefícios consistiam na autorização da construção de edifícios mais altos do que o permitido por lei. De acordo com a representação do movimento "Golfe para quem?", teria sido gerada uma receita de mais de R$ 1 bilhão para a Fiori como consequência do aumento do gabarito de 6 para 22 andares em terrenos situados nas imediações do campo de golfe.

### Dívida de licença ambiental
No dia 10 de agosto de 2017, o ex-prefeito da cidade do Rio de Janeiro Eduardo Paes tornou-se réu em uma ação civil pública movida pelo Grupo de Atuação Especializada em Meio Ambiente do Ministério Público do Estado do Rio de Janeiro (Gaema/MPRJ), que o acusa de improbidade administrativa por deixar de cobrar uma dívida de licença ambiental da construtora Fiori Empreendimentos Imobiliários Ltda.. Segundo a denúncia, proferida em 26 de julho de 2017 pela 8ª Vara de Fazenda Pública do Rio de Janeiro, a Prefeitura do Rio, na época em que Paes era prefeito, não teria cobrado a dívida, no valor de R$ 1,8 milhão, relativa à remoção de vegetação exótica durante a construção do Campo de Golfe Olímpico. Anteriormente, no dia 9 de dezembro de 2016, a Justiça do Rio de Janeiro havia decretado o bloqueio de até R$ 181.880,58 dos bens de Paes. A decisão, proferida pelo juiz Leonardo Grandmasson Ferreira Chaves, determinava que Paes e a construtora Fiori deveriam ter seus ativos leiloados para o pagamento da dívida.
Em 2013, durante o processo de licenciamento ambiental da obra, a construtora Fiori formulou um requerimento à Secretaria Municipal de Meio Ambiente solicitando isenção relativa à Taxa de Obras em Áreas Particulares, tributo este cobrado em razão da remoção de vegetação de uma área de cerca de 61 mil m². Na época, o prefeito concedeu a isenção, embora a Procuradoria Geral do Município e órgãos técnicos tivessem emitido pareceres contrários ao pedido, determinando que o município arcasse com o pagamento do tributo. Segundo a Fiori, a taxa não teria entrado no cálculo do custo do campo e que o pagamento do valor geraria um desequilíbrio entre o custo da obra e a contrapartida dada pela prefeitura de permitir a construção de edifícios com gabarito mais elevado do que o autorizado por lei em terreno vizinho ao campo.
Segundo nota da assessoria de Eduardo Paes, o Tribunal de Justiça do Estado do Rio de Janeiro (TJRJ) havia entendido, em decisão de segunda instância da 5ª Câmara Cível, que não houve qualquer dano ou prejuízo ao tesouro municipal. A nota ressalta também que houve o ajuizamento de execução fiscal pelo Ministério Público do Estado do Rio de Janeiro (MPRJ) e que o ato questionado teria sido revogado por Paes antes do encerramento de seu mandato como prefeito. Em fevereiro de 2018, desembargadores da 5ª Câmara Cível indeferiram liminarmente a ação de improbidade administrativa contra o ex-prefeito sobre as obras do Campo de Golfe Olímpico. A decisão, tomada de forma unânime entre os magistrados, considerou que inexiste prejuízo aos cofres públicos que justifique o prosseguimento do processo visto que Paes havia cobrado o tributo da construtora Fiori em dezembro de 2016.

## Prêmios

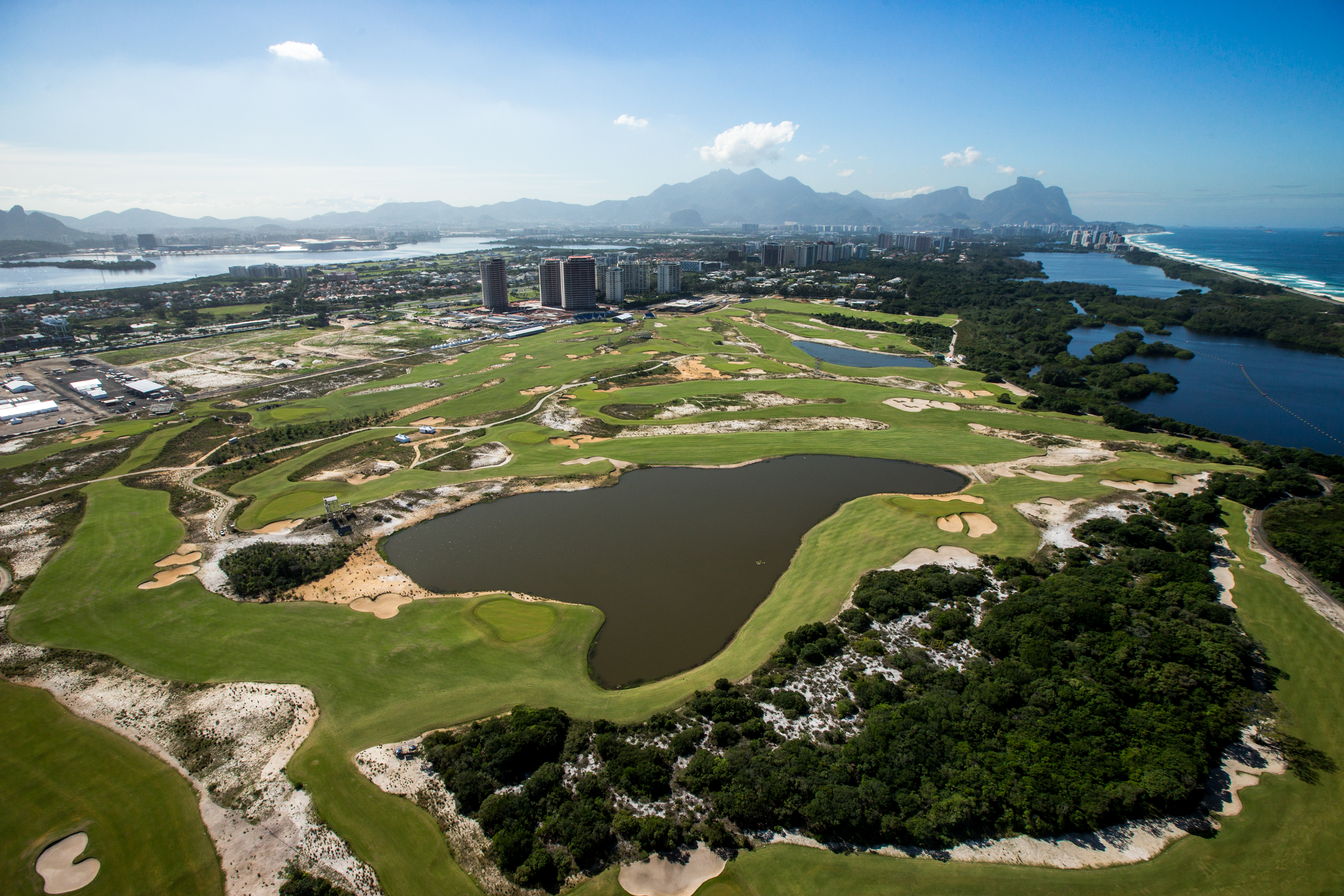
Vista aérea do Campo de Golfe Olímpico, feito em um antigo areal.

Em agosto de 2016, o Campo de Golfe Olímpico recebeu da Golf Digest, a mais importante publicação sobre golfe no mundo, o prêmio Green Star Award 2016, dado aos campos que se destacam em termos de proteção ambiental. No caso do gramado carioca, o prêmio foi dado como reconhecimento do seguimento de rígidos parâmetros ambientais durante sua construção, que contribuíram para o crescimento da biodiversidade na área, aumentando em 167% a presença de vegetação nativa e mais do que dobrando a fauna local. Foi a primeira vez que este prêmio foi dado a um campo situado fora dos Estados Unidos.
No dia 12 de maio de 2017, o vereador carioca Felipe Michel conferiu uma Moção de Louvor e Reconhecimento ao Campo de Golfe Olímpico, recebida por Carlos Favoreto, diretor executivo da ECP Environmental Solutions. A condecoração foi dada em reconhecimento ao trabalho desenvolvido no local por ser a única instalação olímpica que possuía estado de excelência na época. A moção também cita o destaque ambiental do campo, que havia recebido diversos prêmios nacionais e internacionais anteriormente pelo belíssimo trabalho de recuperação ambiental e de manutenção.
Outros prêmios recebidos pelo Campo de Golfe Olímpico foram: o Prêmio Honra e Mérito Socioambiental 2017, conferido pelo movimento Lagoa Viva; o Best New Golf Course of 2016, conferido pela Golf Magazine; e a Certificação Internacional GEO, conferida pela Golf Environment Organization.